# Берзава
Берзава (Бырзава; рум. Râul Bârzava, серб. Брзава), — река в Румынии и Сербии. Длина реки 158 километров, из них 111 протекает через Румынию и 47 — через Сербию. Площадь водосборного бассейна — 1159,2 км².
Берёт начало в горах Семеник, в жудеце Караш-Северин. В верховьях течёт по восточной и северной границе гор Аниней. Протекает через озёра Валюг, Бреазова и Секу. Вблизи истока течёт среди гранитных и сланцевых горных массивов, затем — через сложенную песчаниками и глинами местность. Местность в верховьях реки покрыта буковыми лесами. Нижнее течение проходит по равнинной заболоченной местности, канализировано. Впадает в реку Тамиш в Воеводине, южнее Ботоша.
Основные притоки в верховьях — ручей Крайникулуй (лв), Гропосу (пр), Альб (лв), все они имеют расход воды около 30 л/с. Уже на равнине принимает воды Моравицы, Копачи, Москодину, Боруги (всех — слева).
На реке стоят города Решица, Бокша-Васиовей, Бокша-Ромынэ, Гэтая.

## Галерея

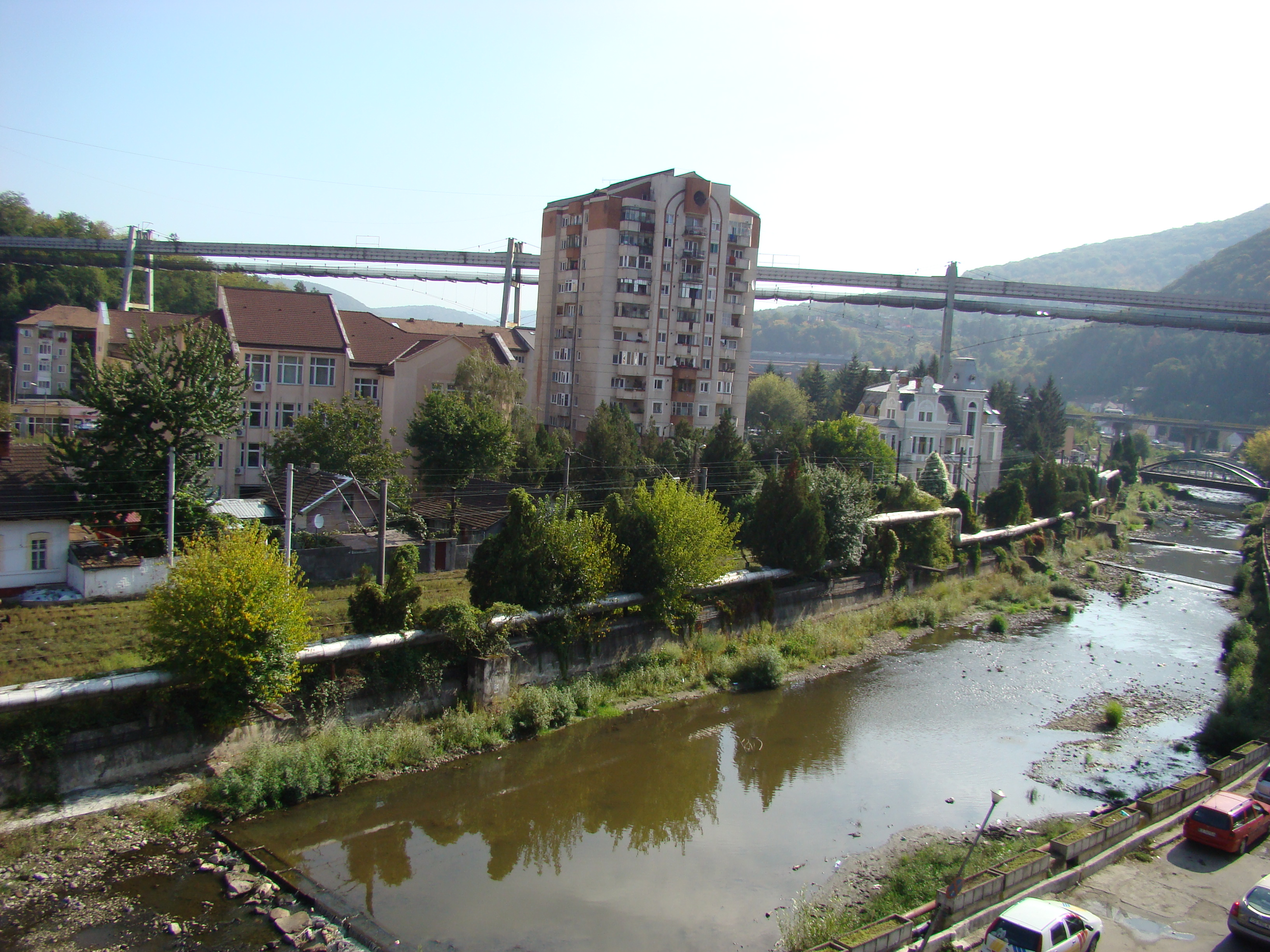
Река в городе Решица
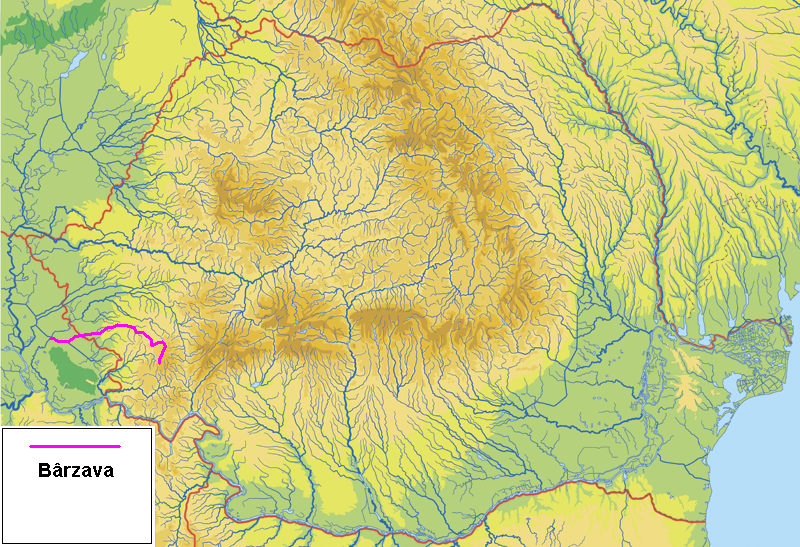
Берзава на карте